# Whitney (Oregon)
Whitney az Amerikai Egyesült Államok északnyugati részén, Oregon állam Baker megyéjében elhelyezkedő önkormányzat nélküli település.
Névadója C. H. Whitney telepes. A posta 1901 és 1943 között működött.
Itt volt a Sumpter Valley Railway keskeny nyomtávú vasútvonal egy állomása. Az Oregon Lumber Company fafeldolgozója 1918-ban leégett, de 1939-ben újjáépítették; a másik fűrészüzemet a Nibley Lumber Company nyitotta meg 1910–1911-ben. A faipar 1940-es évekbeli hanyatlásával a település és a vasútvonal jelentősége is csökkent.
Az Antlers őrház szerepel a történelmi helyek jegyzékében.

## Fordítás
- Ez a szócikk részben vagy egészben  a   Whitney, Oregon című angol Wikipédia-szócikk ezen változatának fordításán alapul.  Az eredeti cikk szerkesztőit annak laptörténete sorolja fel. Ez a jelzés csupán a megfogalmazás eredetét és a szerzői jogokat jelzi, nem szolgál a cikkben szereplő információk forrásmegjelöléseként.